# Деншавайська справа
Деншавайська справа (англ. Denshawai Incident) — розправа англійської колоніальної влади в Єгипті над жителями села Деншавай (араб. دنشواى) у червні 1906 року.

## Перебіг подій
13 червня п'ятеро англійських офіцерів вирушили до Деншавая полювати на голубів. Місцеві селяни зажадали припинити полювання, оскільки голуби належали їм. Офіцери відповіли вогнем, поранивши п'ятьох селян. Обурені жителі села накинулись на офіцерів та роззброїли їх, при цьому двоє офіцерів утекли, а один з них помер від сонячного удару. Англійська колоніальна влада ініціювала судовий процес проти жителів села, звинувативши їх у вбивстві офіцера.
За підсумками процесу чотирьох селян засудили до страти через повішання, дванадцятьох — до тюремного ув'язнення, вісьмох — до 50 ударів батогом. Смертний вирок було виконано 28 червня 1906 року у Деншаваї. Судовий процес і страта селян спричинили хвилю обурення в Єгипті та сприяли подальшому підйому антиколоніального руху. У зв'язку з суспільним резонансом англійська влада пішла на поступки й 8 січня 1908 року оголосила амністію засудженим до тюремного ув'язнення.
1999 року у пам'ять про жертв інциденту єгипетська влада відкрила музей.